# Клайнс, Джин
Юджин Энтони Клайнс (англ. Eugene Anthony Clines; 6 октября 1946, Сан-Пабло, Калифорния — 27 января 2022, Брейдентон, Флорида) — американский бейсболист, аутфилдер. Выступал в Главной лиге бейсбола с 1970 по 1979 год. Победитель Мировой серии 1971 года в составе клуба «Питтсбург Пайрэтс». После завершения игровой карьеры более двадцати лет работал тренером в различных клубах лиги.

## Биография

### Ранние годы
Юджин Клайнс родился 6 октября 1946 года в Сан-Пабло в Калифорнии. Учился в старшей школе Эллс в Ричмонде, играл в бейсбол и американский футбол, занимался лёгкой атлетикой. В 1965 году был включён в состав сборной звёзд бейсбольного турнира Спортивной лиги округа Аламида. После окончания школы в 1966 году Клайнс подписал контракт с клубом «Питтсбург Пайрэтс».
Во время учёбы он показывал себя неплохим питчером, но тренерский штаб «Пайрэтс» хотел попробовать его в роли полевого игрока. Профессиональную карьеру Клайнс начал в команде «Сейлем Ребелс» из Аппалачской лиги, где стал самым эффективным отбивающим с показателем 35,8 %. В тот период он играл на третьей базе, но испытывал проблемы в защите и позднее был переведён на место аутфилдера. В следующие несколько лет Клайнс отбивал не так хорошо, но постоянно прогрессировал, чаще занимал базу и получал меньше страйкаутов. В 1969 году в составе «Йорк Пайрэтс» он выиграл чемпионат Восточной лиги.

### Питтсбург Пайрэтс
В основном составе «Питтсбурга» он дебютировал летом 1970 года, заменив вызванного на военные сборы Дэйва Кэша. Поначалу его выпускали на замену как пинч-хиттера и Клайнс отбивал с показателем 53,8 %. Во второй половине сентября Клайнс впервые сыграл на месте аутфилдера. Всего же до конца своего дебютного сезона он провёл за команду 31 матч, его эффективность на бите составила 40,5 %.
Конкуренция за места аутфилдеров в «Пайрэтс» была очень высокой и в межсезонье клуб рассматривал возможность продажи Клайнса, но в итоге команду покинул Мэтти Алу. Он же остался и по ходу сезона 1971 года был первым запасным аутфилдером. Его эффективность на бите составила 30,8 %, он выбил первый хоум-ран в своей карьере. В победной для «Питтсбурга» Мировой серии Клайнс выходил на поле в трёх матчах и выбил трипл.
В основной состав аутфилда «Пайрэтс», где играли звёзды Роберто Клементе, Уилли Старджелл и Эл Оливер, Клайнс пробиться не смог. В период с 1972 по 1974 год он провёл чуть больше ста матчей и был эффективен на бите, но так и остался первым запасным. Лучшим для него стал сезон 1972 года, когда он установил ряд личных рекордов и даже получил несколько голосов в опросе, определявшем самого ценного игрока лиги. В октябре 1974 года клуб обменял Клайнса в Нью-Йорк Метс на кэтчера Даффи Дайера.

### Вторая часть карьеры
В составе Метс Клайнсу тоже не удалось пробиться в тройку основных аутфилдеров. Он остался запасным и на поле появлялся реже, чем в Питтсбурге, его показатель отбивания составил только 22,7 %. Его желание получать больше игрового времени становилось всё сильнее, и в декабре Клайнса вновь обменяли. В регулярном чемпионате 1976 года он сыграл в 116 матчах за Техас Рейнджерс и отбивал с эффективностью 27,6 %.
Казалось, он нашёл свою команду, но в начале 1977 года его обменяли в третий раз подряд. Перейдя в «Чикаго Кабс», Клайнс снова попал в ситуацию, когда ему пришлось бороться за место в составе с молодыми и звёздными игроками. Он провёл лучшие в карьере весенние сборы и произвёл хорошее впечатление на главного тренера Хермана Фрэнкса, но в основной состав не попал. В апреле 1977 года Клайнс сыграл только четыре игры и попросил обменять его. После этого ситуация изменилась и до конца чемпионата он провёл 101 матч, с показателем отбивания 29,3 % и 41 RBI. В 1978 году всё вернулось обратно, а в 1979 году, последнем для Клайнса в лиге, он провёл за «Кабс» всего 10 игр. Его карьера в Главной лиге бейсбола длилась десять лет, в среднем он проводил по 104 матча за сезон, выбив 645 хитов и украв 71 базу.

### Тренерская деятельность
Сразу же после расторжения контракта, «Кабс» наняли его на должность тренера буллпена. Фактически же Клайнс выступал в роли наставника для молодых партнёров с момента своего прихода в клуб в 1977 году. В первую очередь он учил их справляться с психологическим давлением. Проведя в тренерском штабе команды три сезона, в 1981 году Клайнс перешёл в организацию «Хьюстон Астрос», где был инструктором отбивающих команд младших лиг.
В последующие годы он занимал различные должности в тренерских штабах «Астрос», «Сиэтл Маринерс», «Милуоки Брюэрс» и «Сан-Франциско Джайентс». С 2003 по 2006 год Клайнс вновь работал в «Кабс». Среди его воспитанников такие игроки, как Кен Гриффи, Барри Бондс и Самми Соса. Ещё несколько лет он провёл в «Лос-Анджелес Доджерс» в статусе специального советника по развитию игроков. Работу Клайнс совмещал с игрой за команду «Брейдентон Эксплорерс» в Ветеранской бейсбольной лиге.
Джин Клайнс скончался 27 января 2022 года в Брейдентоне. Ему было 75 лет.